# Zespół Szkół im. Michała Konarskiego w Warszawie
Zespół Szkół im. Michała Konarskiego w Warszawie, zwyczajowo „Konar” – zespół szkół średnich i zawodowych w Warszawie znajdujący się w dzielnicy Wola przy ul. Okopowej 55a. W jego skład wchodzą LXXXVIII Liceum Ogólnokształcące oraz Technikum nr 26.

## Kalendarium
- 1885 – Otwarcie nowo powstałej szkoły przy Nowym Mieście 4. Funkcję pierwszego dyrektora pełni J. Maruzenko
- 1890 – Szkoła zostaje przeniesiona na ul. Leszno 72
- 1905 – Uczniowie uczestniczą w strajku szkolnym pod hasłem unarodowienia szkoły
- 1915 – Szkoła uzyskuje miano I Miejskiej Szkoły Rzemieślniczej im. Michała Konarskiego, na dyrektora zostaje powołany po raz pierwszy Polak, inż. S. Krasuski
- 1925 – Powstają wydziały: elektryczny, mechaniczny i mechaniczno-lotniczy
- 1939 – Na mocy porozumienia z Departamentem Uzbrojenia Ministerstwa Spraw Wojskowych w szkole przestawia się produkcję na zbrojeniową
- 1940/1944 – Uczniowie uczęszczają na tajne komplety organizowane w budynkach przy ul Sandomierskiej, w Pałacu Staszica, oraz zakonspirowanej szkole w Szymanowie pod Warszawą
- 1944 – W wyniku działań wojennych ulega zniszczeniu budynek szkoły przy ul. Leszno 72
- 1945 – Uroczyste rozpoczęcie roku szkolnego 1944/1945, placówka odzyskuje dawną nazwę I Miejskiej Szkoły Zawodowej Męskiej im. Michała Konarskiego. Oddana zostaje do użytku nowa siedziba szkoły przy ul. Reja 7
- 1948 – Szkoła zostaje przeniesiona do dużego gmachu przy ul.Okopowej 55a, przylegającego do cmentarza żydowskiego na Woli

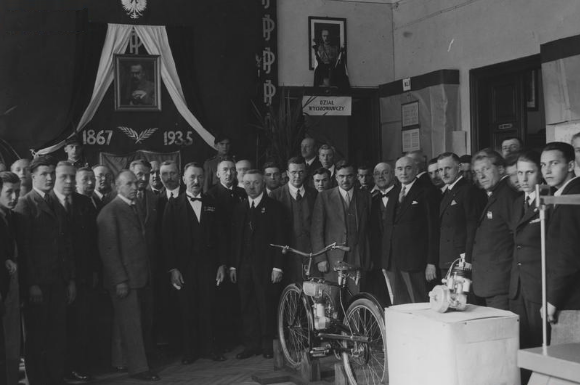
Jubileusz 50-lecia I Miejskiej Szkoły Rzemieślniczej im. Michała Konarskiego w Warszawie. Widoczni: dyrektor inż. S. Krasuski, naczelnik Wydziału Szkolnictwa Zawodowego Okręgu Szkolnego Warszawskiego Bolesław Krzywobłocki oraz dyr Frelek (łysy, stoi z prawej).

- 1953 – Zostaje oddany do użytku internat dla uczniów
- 1961 – Powstaje Koło Absolwentów szkoły
- 1970 – W szkole obchodzone są uroczystości związane z 85-leciem istnienia placówki
- 1985 – W szkole obchodzone są uroczystości związane ze 100-leciem istnienia placówki
- 1994 – Powołane zostaje LXXXVIII Liceum Ogólnokształcące im. Michała Konarskiego
- 2002 – Umiejscowienie Szkoły w zreformowanej "sieci" szkół ponadgimnazjalnych
- 2005 –120-lecie istnienia szkoły

Szkoła należy do grona członków założycieli Towarzystwa Najstarszych Szkół w Polsce. Szkolna biblioteka posiada aż 28000 książek przez co stanowi największą szkolną bibliotekę dzielnicy Wola. Technikum jest jedyną szkołą w kraju kształcącą techników ortopedów. Od 1 września 2010 Technikum im. Michała Konarskiego zmieniło nazwę na Technikum Nr 26.

## Absolwenci
- Tadeusz Kamiński, doktor habilitowany nauk społecznych w zakresie nauk o polityce
- Rafał Miastowski, polski samorządowiec